# Bruce Furniss
Bruce Furniss (* 27. Mai 1957 in Fresno) ist ein ehemaliger US-amerikanischer Schwimmer.
Bei den Olympischen Sommerspielen 1976 in Montreal wurde er sowohl über 200 m Freistil, als auch mit der US-amerikanischen 4 × 200-m-Freistilstaffel Olympiasieger. Im Jahr 1987 wurde er in die Ruhmeshalle des internationalen Schwimmsports aufgenommen.